# Étricourt-Manancourt
 Étricourt-Manancourt  es una población y comuna francesa, en la región de Picardía, departamento de Somme, en el distrito de Péronne y cantón de Combles.

## Demografía
| 600 | 612 | 531 | 502 | 452 | 399 | 446 |
| Para los censos de 1962 a 1999 la población legal corresponde a la población sin duplicidades (Fuente: INSEE [Consultar]) |     |     |     |     |     |     |